# Angelo Parisi
Angelo Parisi (* 3. Januar 1953 in Arpino, Italien) ist ein ehemaliger Judoka, der sowohl für das Vereinigte Königreich als auch für Frankreich olympische Medaillen gewann. Insgesamt gewann Parisi vier olympische Medaillen, darunter eine Goldmedaille.

## Karriere
Parisi ist in Italien geboren, wanderte mit seiner Familie allerdings bereits in den 1950er Jahren nach Großbritannien aus. Mitte der 1960er Jahre begann Parisi mit dem Judosport, 1968 gewann er seinen ersten Juniorentitel auf nationaler Ebene. 1970 siegte er bei der U17-Europameisterschaft. 1971 gewann er bei der U20-Junioreneuropameisterschaft und mit dem britischen Team siegte er bei der Mannschaftseuropameisterschaft in der Erwachsenenklasse. 1972 gewann er in der Erwachsenenklasse den Europameistertitel im Halbschwergewicht. Bei den Olympischen Spielen 1972 trat Parisi in der Offenen Klasse an und gewann seine ersten drei Kämpfe, bevor er gegen den Franzosen Jean-Claude Brondani unterlag. Über die Trostrunde kämpfte sich Parisi mit einem Sieg und einer Niederlage zu einer der beiden Bronzemedaillen durch, die andere erhielt Brondani. 1973 gewann Parisi noch einmal die U20-Europameisterschaft, bei der Mannschaftseuropameisterschaft gewann er mit seinen britischen Sportkameraden Bronze. Dieser Start war sein letzter Start im britischen Nationalteam, denn Parisi hatte eine Französin aus Avignon kennengelernt, die er im August 1973 heiratete. Er beantragte die französische Staatsbürgerschaft, die er 1975 erhielt.
Parisi zog nach Frankreich, wo er bald im Sportministerium arbeitete. Im März 1977 erkämpfte er seinen ersten französischen Meistertitel. Im Mai gewann er bei der Europameisterschaft Silber mit der französischen Equipe und Gold in der Offenen Kategorie. 1978 wurde er Vizeeuropameister im Halbschwergewicht, gewann aber mit der Equipe den Mannschaftstitel. Auch 1979 und 1980 erhielt er bei den Europameisterschaften jeweils zwei Medaillen. Die Olympischen Spiele 1980 in Moskau wurden von einigen Ländern boykottiert, unter anderem fehlten die Japaner mit Yasuhiro Yamashita, dem amtierenden Weltmeister im Schwergewicht, und Sumio Endō, dem Weltmeister in der Offenen Klasse. Im Schwergewicht erreichte Parisi mit drei Siegen das Finale, wo er den Bulgaren Dimitar Saprjanow durch Ippon schlug. Parisi trat sechs Tage später auch in der Offenen Klasse an, auch hier erreichte er mit drei Siegen das Finale, verlor aber dort gegen Dietmar Lorenz aus der DDR.
Nach einem ruhigeren Jahr 1981 gewann Parisi ab 1982 weitere Medaillen bei Europameisterschaften, so siegte er 1982 mit der Equipe, 1983 und 1984 gewann er jeweils die Offene Kategorie. Bei den Olympischen Spielen 1984 trat Parisi nur im Schwergewicht an, nach drei Siegen stand er im Finale, verlor dort aber gegen den Japaner Hitoshi Saitō. Drei Monate nach den Olympischen Spielen siegte Parisi noch einmal mit der französischen Equipe bei der Mannschaftseuropameisterschaft. Im Januar 1985 verabschiedete sich Parisi vom internationalen Wettkampfgeschehen mit einem dritten Platz beim Judoturnier von Paris.

## Medaillen

### Olympische Spiele
- Vereinigtes Königreich
  - 1972 Bronze Offene Klasse
- Frankreich
  - 1980 Gold Schwergewicht
  - 1980 Silber Offene Klasse
  - 1984 Silber Schwergewicht

### Europameisterschaften
(nur Erwachsenenklasse)
- Vereinigtes Königreich
  - 1971 Gold mit dem Team
  - 1972 Gold Halbschwergewicht
  - 1973 Bronze mit dem Team
- Frankreich
  - 1977 Gold Offene Klasse
  - 1977 Silber mit der Equipe
  - 1978 Silber Halbschwergewicht
  - 1978 Gold mit der Equipe
  - 1979 Silber Offene Klasse
  - 1979 Silber mit der Equipe
  - 1980 Bronze Schwergewicht
  - 1980 Silber Offene Klasse
  - 1982 Silber Schwergewicht
  - 1982 Gold mit der Equipe
  - 1983 Bronze Schwergewicht
  - 1983 Gold Offene Klasse
  - 1984 Gold Offene Klasse
  - 1984 Gold mit der Equipe